# Voo American Airlines 96
O voo 96 da American Airlines era uma rota doméstica regular de passageiros operada pela American Airlines de Los Angeles a Nova York via Detroit e Buffalo. Em 12 de junho de 1972, a porta de carga traseira esquerda do McDonnell Douglas DC-10-10 que fez esta rota se abriu e quebrou na rota entre Detroit e Buffalo acima de Windsor, Ontário; o acidente é às vezes referido como o incidente de Windsor, embora para o NTSB seja um acidente, portanto, não um incidente.
A rápida descompressão no porão de carga causou um colapso parcial do piso do compartimento de passageiros, que por sua vez emperrou ou restringiu alguns dos cabos de controle que estavam conectados a vários atuadores hidráulicos de controle de voo. O bloqueio dos cabos de controle do leme fez com que o leme desviasse para a posição correta máxima. Os cabos de controle do motor número dois na cauda foram cortados, causando o desligamento do motor. Não houve ruptura de nenhum sistema hidráulico, então os pilotos ainda tinham o controle dos ailerons, do profundor direito e do estabilizador horizontal. Como o cabo do elevador certo estava parcialmente restrito, no entanto, ambos os pilotos tiveram que aplicar contrapressão no manche para o flare de pouso. Além disso, a aproximação e o pouso tiveram que ser feitos em alta velocidade para evitar que a taxa de afundamento se tornasse muito alta. A tendência de virar à direita foi compensada pelo uso de 45 graus no aileron esquerdo, combinado com um empuxo assimétrico dos dois motores das asas. Apesar da restrição parcial dos controles, os pilotos conseguiram retornar ao Aeroporto Metropolitano de Detroit e pousar com segurança, sem ferimentos graves.
A causa foi atribuída ao sistema de travamento da porta de carga, que falhou em fechar e travar a porta completamente sem qualquer indicação para a tripulação de que não estava fechada com segurança. Um sistema de travamento separado deveria garantir que isso não acontecesse, mas provou ser inadequado. A McDonnell Douglas instituiu uma série de pequenas alterações no sistema na tentativa de evitar que a separação da porta de carga se repetisse. Eles não tiveram sucesso, no entanto; em 3 de março de 1974, a porta de carga traseira do voo 981 da Turkish Airlines se abriu pelo mesmo motivo, fazendo com que a aeronave perdesse o controle e caísse em uma floresta perto de Paris, na França. Este acidente matou todas as 346 pessoas a bordo, tornando-se o mais mortal da história da aviação até o desastre do aeroporto de Tenerife em 1977 e o acidente mais mortal de uma aeronave até a queda de 1985 do voo Japan Airlines 123.

## Incidente
O voo 96 era uma rota regular do Aeroporto Internacional de Los Angeles para o Aeroporto LaGuardia, com escalas no Aeroporto Detroit Metropolitan Wayne County e no Aeroporto Internacional Buffalo Niagara. Em 12 de junho de 1972, estava sendo pilotado por um DC-10-10, registro N103AA, com uma tripulação composta pelo Capitão Bryce McCormick (52 anos); Primeiro Oficial Peter "Page" Whitney (34); e o engenheiro de voo Clayton Burke (50). McCormick era um piloto altamente experiente, acumulando mais de 24.000 horas de voo ao longo de sua carreira. Whitney e Burke também eram aviadores experientes, com aproximadamente 7.900 horas de voo e 13.900 horas de voo, respectivamente. Entre eles, a tripulação havia acumulado 176 horas de voo no DC-10.
O voo saiu de Los Angeles 46 minutos após a partida programada para 13h30 UTC−8, devido ao embarque de passageiros e o tráfego, e chegou a Detroit às 18h36 UTC−5. Em Detroit, a maioria dos passageiros desembarcou, e o no avião entrou novos passageiros e carga. Saindo de Detroit, a aeronave tinha 56 passageiros e 11 tripulantes. A aeronave decolou às 19h20 UTC−5, subindo para 6.000 pés antes de interceptar a aerovia V-554 e subir para o nível de voo 210 (21.000 pés, 6400 metros).
Às 19h25 UTC−5, enquanto subia a 11.750 pés (aproximadamente 3600 metros), a 260 nós (481 km/h), a tripulação ouviu um distinto "baque" e sujeira na cabine voou em seus rostos. O "baque" foi o som da porta de carga traseira se soltando, causando uma descompressão repentina que também fez com que parte do piso na parte traseira da cabine cedesse parcialmente. Juntamente com a porta de carga traseira, um caixão que tinha uma mulher de 72 anos falecida caiu perto de uma granja nos arredores de Windsor. O capitão McCormick momentaneamente acreditou que eles haviam sofrido uma colisão no ar e as janelas da cabine foram quebradas. Ao mesmo tempo, os pedais do leme mudaram para a posição totalmente à direita e os controles do motor mudaram para marcha lenta. McCormick imediatamente assumiu o controle manual da aeronave e tentou reaplicar a potência, descobrindo que os motores 1 e 3 responderiam normalmente, mas o motor 2, na cauda, não permitiria que seus controles fossem movidos, pois os cabos de controle foram cortados quando o chão cedeu. McCormick conseguiu nivelar e estabilizar a velocidade em 250 nós, embora nesta velocidade o controle fosse muito lento. Eles declararam emergência e solicitaram uma rota de volta para Detroit.
Na cabine, as comissárias de bordo viram uma "névoa" se formar dentro da cabine e imediatamente a reconheceram como uma despressurização. Duas tripulações estavam na área de descanso traseira, e o chão sob seus pés parcialmente desabou no porão de carga, causando ferimentos leves a ambos.  Apesar disso, a tripulação da cabine tentou imediatamente garantir que as máscaras de oxigênio tivessem sido usadas corretamente, mas tendo ocorrido abaixo do limite de 14.000 pés, as máscaras não foram usadas. Uma das comissárias ligou para a cabine do piloto pelo interfone para informá-los de que o dano foi na parte traseira da aeronave. Seguindo instruções da cabine, os atendentes instruíram os passageiros sobre os procedimentos de pouso de emergência. Posteriormente, vários passageiros relataram que os cartões de segurança da aeronave provaram ser úteis para localizar a saída mais próxima.
A aeronave retornou a Detroit, mas, quando a tripulação ajustou os flaps para 35 graus para o pouso, o aparelho se estabilizou em uma razão de descida de 1.900 pés/m que era rápida demais para o pouso. Aplicando potência aos motores nº 1 e nº 3, McCormick conseguiu nivelar o nariz e reduzir a razão de descida para 700 pés / min. Às 19h44, a aeronave pousou 600 m (1.900 pés) na pista 03R, desviando imediatamente para a direita e finalmente deixando a superfície da pista. O primeiro oficial Whitney aplicou o empuxo reverso total ao motor esquerdo e deu marcha lenta à direita, endireitando a trajetória da aeronave e, finalmente, começando a trazê-la de volta à pista. A aeronave parou a 270 m (880 pés) do final da pista, com o nariz e a marcha esquerda na pista e a direita na grama ao lado. Acontece que enquanto treinava para converter sua expertise em voar no DC-10, McCormick havia praticado, em um simulador, controlar o avião com os manetes dessa forma, no pior cenário de uma falha hidráulica. Uma técnica semelhante foi usada em outro DC-10 em julho de 1989 após uma perda completa de pressão hidráulica no voo 232 da United Airlines em Sioux City, Iowa.

## Investigação
O problema que causou o acidente foi imediatamente óbvio, pois a porta de carga traseira estava faltando e causou danos graves ao estabilizador horizontal esquerdo quando explodiu. Os investigadores imediatamente estudaram o histórico de manutenção e descobriram que em 3 de março de 1972, três meses antes do acidente, os manipuladores relataram que a porta não havia travado eletricamente e precisava ser fechada manualmente. Em 30 de maio, a McDonnell Douglas emitiu o Boletim de Serviço 52-27, DC-10 SC 612, que exigia a atualização da fiação elétrica que acionava as travas porque "Três operadores relataram falha nos atuadores das travas elétricas para travar / destravar a carga portas. A falha do atuador da trava é atribuída a uma queda excessiva de tensão, reduzindo o torque de saída para o atuador. Esta condição pode impedir o travamento / destravamento elétrico dos ganchos. A modificação não era obrigatória, mas não foi realizada no N103AA, o avião envolvido no incidente.
Os investigadores entrevistaram a equipe de solo em Detroit e descobriram que o carregador de malas que operava a porta traseira achou extremamente difícil fechá-la. Ele afirmou que fechou a porta eletricamente e esperou o som dos motores do atuador pararem. Quando o fizeram, ele tentou operar a maçaneta de travamento, mas achou muito difícil fechá-la. Ele conseguiu travar a trava apenas aplicando força com o joelho, mas percebeu que o tampão de ventilação (veja abaixo) não estava totalmente fechado. Ele chamou a atenção de um mecânico para o fato, que liberou o voo. O engenheiro de voo relatou que a luz de advertência de "porta entreaberta" em seu painel não acendeu em nenhum momento durante o taxiamento ou o voo.
O exame da aeronave e da porta de carga, recuperada praticamente intacta em Windsor, demonstrou que as travas nunca haviam girado para a posição de travamento. Na posição travada, a pressão na porta pressiona ainda mais as travas fechando-as e nenhuma força é transmitida ao sistema de atuador que as fecha e abre. Com as travas apenas parcialmente fechadas, as forças na porta foram transmitidas de volta para o atuador, eventualmente sobrecarregando-o em cerca de 6.600 lbf. A rápida despressurização quando a porta se quebrou fez com que o piso acima dela desabasse parcialmente, puxando o cabo do leme até o limite de extensão e rompendo vários outros cabos operacionais.

## Causa da falha da porta de carga
As portas de embarque de passageiros no DC-10 são do tipo encaixe, o que evita que elas se abram enquanto a aeronave está pressurizada. A porta de carga, no entanto, não é. Devido à sua grande área, a porta de carga do DC-10 não podia ser aberta dentro da fuselagem sem ocupar uma quantidade considerável de espaço valioso para carga. Em vez disso, a porta abre para fora, permitindo que a carga fosse armazenada diretamente atrás dela. A porta de abertura para fora, em teoria, permitia que ela fosse "aberta" pela pressão dentro da área de carga.
Para evitar isso, o DC-10 usou um sistema de travamento "à prova de falhas " mantido no lugar por " travas de ponto morto superiores", cinco travas em forma de C montadas em um eixo de torque comum que são girados sobre pinos de travamento fixos ("carretéis ") fixado à fuselagem. Por causa de seu formato, quando as travas estão na posição correta, a pressão na porta não aplica um torque nas travas que poderia fazer com que se abrissem e as assentasse ainda mais nos pinos. Normalmente, as travas são abertas e fechadas por um macaco de parafuso alimentado por um motor atuador elétrico.
Por causa do cabeamento mal projetado que alimenta o motor do atuador, era possível que a tensão fornecida ao motor fosse muito baixa para acioná-lo sob altas cargas. Nestes casos, o motor parava de girar, mesmo que as travas não tivessem girado sobre os pinos. Como os operadores ouviram a parada dos motores como indicação de sua rotação completa, uma falha no sistema de acionamento durante a operação indicaria erroneamente que a porta estava devidamente travada.
Para garantir que essa rotação foi concluída e as travas estavam na posição correta, a porta de carga do DC-10 também incluiu um mecanismo de travamento separado. As travas consistiam em pequenos pinos que deslizavam horizontalmente através de orifícios na parte traseira das travas, entre a trava e a estrutura da aeronave. Quando os pinos estavam no lugar, eles impediam mecanicamente o movimento de volta para a posição aberta, de modo que nem mesmo o motor do atuador conseguia mais abri-los. Se as travas não estivessem em suas posições corretas, os pinos não poderiam entrar nos orifícios e a manopla de operação na parte externa da porta permaneceria aberta e indicaria visualmente que havia um problema. Além disso, a alça moveu um tampão de metal para um corte de ventilação no painel externo da porta; se a ventilação não estivesse tampada, a porta não reteria a pressão, eliminando qualquer força na porta. 
Em teoria, a falha do motor no avião não poderia representar um problema porque deixaria de fechar a alavanca de travamento. Durante a investigação, no entanto, uma bancada de teste da McDonnell Douglas demonstrou que todo o sistema operacional do pino de travamento era muito fraco, permitindo que a alça fosse fechada à força mesmo com os pinos fora dos orifícios de travamento. Isso ocorreu no vôo 96, quando o manipulador forçou a manivela para fechá-la com o joelho. Apesar de o respiradouro não fechar totalmente, nem o manipulador nem o engenheiro consideraram isso grave. Embora a porta de ventilação tenha permanecido parcialmente aberta, ela fechou o suficiente para fazer com que "explodisse" e, assim, permitir a pressurização do porão de carga. Embora a alça não encaixe os pinos inteiramente, a pequena quantidade de movimento que ela consegue causar foi o suficiente para pressionar o interruptor do indicador de aviso, desativando a luz de advertência na cabine. Foi apenas a combinação de todas essas falhas que permitiu que o acidente acontecesse. No entanto, todos esses indicadores compartilhavam um ponto único de falha: a fraqueza mecânica do sistema de travamento que permitia a movimentação da maçaneta.
A falha no piso da cabine também foi uma questão de projeto ruim. Todas as outras partes dos porões de carga tinham buracos no piso da cabine acima das áreas de carga. No caso de uma perda de pressão em qualquer um dos lados do piso, o ar fluiria pelas aberturas e equalizaria a pressão, eliminando assim qualquer força no piso. Apenas a parte mais traseira da cabine não tinha esses orifícios, e foi essa parte que falhou. Como os cabos de controle percorriam o chão em todo o comprimento da aeronave, no entanto, uma falha em qualquer ponto do chão cortaria os controles da cauda.

## Consequências
O National Transportation Safety Board sugeriu duas alterações no DC-10 para garantir que o acidente de Windsor não ocorresse novamente: alterações no mecanismo de trava para garantir que não pudesse ser fechado à força, bem como o corte de ventilação no piso traseiro da cabine.
Em resposta, a Federal Aviation Administration, encarregada de implementar essas recomendações, concordou com a McDonnell Douglas que a ventilação adicional seria difícil de instalar. Em vez disso, eles procederam à modificação do sistema de travamento e, adicionalmente, adicionaram uma pequena janela transparente na parte inferior da porta de carga que permitia aos operadores inspecionar diretamente se as travas estavam ou não no lugar. Combinado com as atualizações da fiação que já estavam nos livros, esperava-se que isso evitasse uma repetição do acidente.
Pouco depois do incidente, Dan Applegate, diretor de engenharia de produtos da Convair, escreveu um memorando a gestão da empresa apontando vários problemas com o design da porta. A McDonnell Douglas havia terceirizado o projeto e a construção da fuselagem do DC-10 para a Convair, e Applegate supervisionou seu desenvolvimento de maneira que ele sentiu que estava reduzindo a segurança do sistema. Em particular, ele notou que o sistema do atuador foi trocado de um sistema hidráulico para um elétrico, o que ele sentiu ser menos seguro. Ele também observou que o piso estaria sujeito a falhas se a porta se perdesse, e isso provavelmente cortaria os cabos de controle, levando à perda da aeronave. Finalmente, ele apontou que essa falha precisa já havia ocorrido em testes de solo em 1970, e ele concluiu que era quase certo que tal acidente ocorreria novamente no futuro.
Apesar dessas recomendações, em 3 de março de 1974, menos de dois anos após a quase perda do voo 96, o voo 981 da Turkish Airlines caiu após decolar de Paris, matando todos os 346 passageiros e tripulantes a bordo em uma falha idêntica na porta traseira de carga. Ao contrário do voo 96, onde a tripulação ainda conseguiu manter controles de voo suficientes para retornar com segurança a Detroit, os pilotos do voo 981 perderam completamente o controle das superfícies da cauda e de todo o sistema hidráulico. Os investigadores descobriram que as atualizações nunca haviam sido realizadas nesta fuselagem, embora os registros de construção afirmassem que sim. Uma modificação havia sido realizada, a instalação da janela de inspeção, juntamente com uma placa ao lado dos controles da porta impressa em inglês e turco que informava aos operadores como inspecionar as travas. O carregador de malas no Aeroporto de Paris era argelino, não sabia ler nenhum dos dois idiomas e havia sido instruído de que, desde que a maçaneta da fechadura ficasse fechada, a porta estaria segura. Ele também notou que não precisava forçar a alavanca.
No rescaldo do voo 981, o memorando de Applegate foi descoberto e apresentado como evidência durante o processo civil maciço que se seguiu. Muitos comentaristas posteriormente culparam o fabricante da aeronave, McDonnell Douglas, e outras autoridades da aviação, por não aprenderem as lições do acidente do voo 96. Embora tenha havido alguma reformulação do sistema de porta de carga do DC-10, ele só foi implementado de forma voluntária e aleatória por várias companhias aéreas. Se os sinais de alerta do voo 96 tivessem sido ouvidos, é provável que a queda do voo 981 tivesse sido evitada. Seguiu-se um redesenho completo de todo o sistema de portas, e nenhum DC-10 ou MD-11 jamais sofreu um acidente semelhante novamente.
O capitão Bryce McCormick morreu em 8 de abril de 1997, após sofrer ferimentos em um acidente de carro, aos 77 anos. O engenheiro de voo Clayton Burke morreu em 5 de fevereiro de 1991, de pneumonia, aos 68 anos. 
O N103AA foi reparado e voltou ao serviço da American Airlines até 19 de outubro de 1993 quando foi retirado de uso. A fuselagem foi sucateada no Aeroporto Phoenix Goodyear em 2002.

## Na cultura popular
O incidente do voo 96 da American Airlines, juntamente com a queda semelhante do voo 981 da Turkish Airlines, foi destaque no terceiro episódio da 5ª temporada da série Mayday, no episódio "Behind Closed Doors" ("Tragédia Anunciada" no Brasil), transmitido pelo National Geographic Channel.
O episódio "Crash Detectives" de Survival in the Sky, transmitida pelo Channel 4 apresentou o incidente de Windsor, bem como a queda do DC-10 turco nos arredores de Paris.